# رخی الشمری
رخی الشمری (عربی: رخي الشمري؛ زادهٔ ۱۵ نوامبر ۱۹۹۶) یک ورزشکار اهل عربستان سعودی است.
از باشگاه‌هایی که در آن بازی کرده‌است می‌توان به باشگاه فوتبال الشباب عربستان سعودی اشاره کرد.